# Trenzano
Trenzano é uma comuna italiana da região da Lombardia, província de Bréscia, com cerca de 4.854 habitantes. Estende-se por uma área de 20 km², tendo uma densidade populacional de 243 hab/km². Faz fronteira com Berlingo, Brandico, Castrezzato, Comezzano-Cizzago, Corzano, Maclodio, Rovato.

## Demografia
| Variação demográfica do município entre 1861 e 2011                               |
|                                                                                   |
| Fonte: Istituto Nazionale di Statistica (ISTAT) - Elaboração gráfica da Wikipedia |